# 米赫伊萊尼鄉 (博托沙尼縣)
47°56′N 26°12′E / 47.933°N 26.200°E
米赫伊萊尼鄉（羅馬尼亞語：Comuna Mihăileni, Botoșani），是羅馬尼亞的鄉份，位於該國東北部，由博托沙尼縣負責管轄，面積35平方公里，海拔高度301米，2007年人口2,752，人口密度每平方公里79人。